# 신체적 학대
신체적 학대(身體的虐待, Physical abuse)는 사람이 물리적인 수단으로 한 명 이상의 상대방에게 상해를 입히는 학대의 유형이다. 가정폭력 등 경우에 따라서 일반인이 피해자가 되는 경우도 있다. 주로 폭행죄에 속하며, 경우에 따라서 성범죄로 이어지기도 한다. 정신적인 학대인 심리적 학대와 대비된다.

## 같이 보기
- 학대
- 폭력